# حبيل جبر السادة (حبيل جبر)

تعديل مصدري - تعديل

حبيل جبر السادة هي إحدى قرى عزلة حبيل جبر بمديرية حبيل جبر التابعة لمحافظة لحج، بلغ تعداد سكانها 452 نسمة حسب تعداد اليمن لعام 2004.